# Дерик Уибли
Дерик Джейсън Уибли (на английски: Deryck Jason Whibley) е канадски музикант и продуцент, известен с работата си като китарист, вокалист, автор на песни.
Носител е на награда „Грами“ със „Съм Форти Уан“ (Sum 41). След напускането на барабаниста Стив Джокз на 17 април 2013 г. Уибли остава най-дълготрайният член на Sum 41.
През 2006 година сключва брак с приятелката си Аврил Лавин. На 17 септември 2009 г. обявяват, че се разделят. Лавин подава молба за развод през октомври 2009 г. Твърди се, че се разделят заради непреодолими различия.

## Sum 41
През 1999 г. групата подписва договор с Island Records. Издава дебютния си албум All Killer, No Filler през 2001 година и постига успех с първия сингъл All Killer, No Filler от албума, а песента Fat Lip достига първо място в Billboard Modern Rock Tracks и така остава най-успешният сингъл на групата изобщо. All Killer, No Filler става платинен в САЩ, Канада и Великобритания.
Преди да се разпадне, групата издава още 4 студийни албума: Does This Look Infected? (2002), Chuck (2004), Underclass Hero (2007) и Screaming Bloody Murder (2011). Групата често има по повече от 300 концерта на година и организира мащабни световни турнета, повечето от които продължават повече от година.
Номинирана е за 7 награди и печели 2 пъти – Група на годината през 2002 г. и Рок албум на годината за Chuck през 2005 г. Нейният 5-и студиен албум Screaming Bloody Murder е издаден на 29 март 2011 г. По време на турнето Screaming Bloody Murder Tour групата добавя Мат Уибли (братовчед на Дерик Уибли) на клавишите.

## Албуми със Sum 41
- Rock Out With Your Cock Out (1998) – демо албум
- Half Hour Of Power (2000) – EP албум
- All Killer, No Filler (2001)
- Motivation (2002) – EP албум
- Does This Look Infected? (2002)
- Does This Look Infected Too? (2003) – EP албум
- Chuck (2004)
- Chuck: Acoustic (2005) – EP албум
- Go Chuck Yourself (2005) – концертен албум
- Underclass Hero (2007)
- All The Good Shit: 14 Solid Gold Hits 2000-2008 (2009) – компилация
- Screaming Bloody Murder (2011)
- Live At The House Of Blues, Cleveland 9.15.07 (2011) – концертен албум